# Universidad de Cultura China

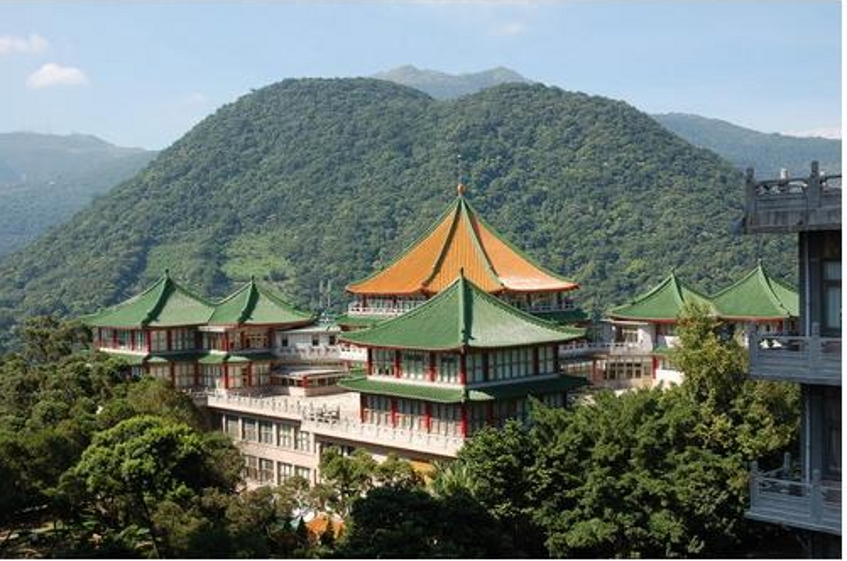
Edificios del campus, Universidad de Cultura China

La Universidad de Cultura China (en chino tradicional, 中國文化大學; CCU) es una universidad privada taiwanesa ubicada en Yangmingshan en el distrito de Shilin, Taipéi, Taiwán. La CCU se estableció en 1962 y es una de las universidades más grandes de la isla con  unos 32.000 estudiantes matriculados. Los campus satélites están ubicados en las áreas de Jianguo, Ximending y Zhongxiao Este. Colabora en red con universidades de todo el mundo.
La escuela fue fundada como Universidad del Lejano Oriente en 1962 por Chang Chi-yun, un año más tarde el presidente Chiang Kai-shek la rebautizó como Facultad de Cultura China. Se convirtió en Universidad de Cultura China en 1980. La CCU está organizada en doce facultades académicas: Artes Liberales, Lengua y Literatura Extranjeras, Ciencias Sociales, Ciencias, Ingeniería, Administración de Empresas, Periodismo y Comunicaciones, Artes, Diseño Ambiental, Derecho, Agricultura y Educación.

## Historia
Los departamentos de la Universidad de Cultura China se han reorganizado muchas veces. El Ministerio de Educación concedió a la Universidad permiso para establecer estudios de filosofía, chino, lenguas orientales, inglés, francés, alemán, historia, geografía, noticias, arte, música, teatro, educación física, ciencias domésticas y arquitectura.

### Notables
- Chang Chin-lan - primera jueza de la Corte Suprema de la República de China.
- Ch'ien Mu : historiador, educador, filósofo y confuciano chino considerado uno de los más grandes historiadores y filósofos de la China del siglo XX.
- Hu Lancheng : escritor y editor chino.
- Li Meishu : artista y constructor del templo Zushi.
- Mou Zongsan : filósofo chino neoconfuciano.
- Nan Huai-Chin - Profesor de budismo Chan.
- Thomas Liao, director fundador de la escuela de posgrado en ingeniería química.
- Song Xi - Profesor de Historia
- Sanmao - Profesor asociado del Departamento de Lengua China.
- Sheng-yen - Fundador de Dharma Drum Mountain.
- John Ching Hsiung Wu : poeta, abogado y escritor chino.

### Exalumnos notables
- Aaron Yan, cantante pop y actor de la boyband Fahrenheit (n. 1985)
- Hsu Tain-tsair, alcalde de la ciudad de Tainan (2001-2010)
- Hung Hsiu-chu, presidente del Kuomintang (2016-2017)
- Iwan Nawi, Viceministro del Consejo de Pueblos Indígenas
- Winnie Hsin, cantante pop (n. 1962)
- Yang Cheng-wu, magistrado electo del condado de Kinmen
- Li Ang, aclamada escritora feminista taiwanesa y autora de La esposa del carnicero (n. 1952)
- Tsai Ming-Liang, directora de cine taiwanesa ganadora del León de Oro
- Huang Chih-hsiung, medallista olímpico en Taekwondo
- Jimmy Liao, ilustrador y escritor de libros ilustrados taiwanés
- Frankie Kao, cantante
- Kingone Wang, actor y cantante
- Jenny Tseng, cantante nacida en Macao
- Richie Ren, cantante y actor
- Wang Hsing-ching
- Tsao Chi-hung, magistrado del condado de Pingtung (2005-2014)
- Pan Shih-wei, Ministro de Trabajo (2014)
- Liu Cheng-hung, magistrado del condado de Miaoli (2005-2014)
- Hsu Ming-tsai, alcalde de la ciudad de Hsinchu (2009-2014)
- Lin Yu-chang, alcalde de la ciudad de Keelung
- Wei Li Chin, director de inversiones de Densu
- Wu Tien-chang, artista